# Scythosuchus
Scythosuchus — вимерлий рід рауїзухів. Залишки були знайдені в нижніх тріасових пластах оленекського віку в Росії. Назва означає «скіфський крокодил». Тип і єдиний вид – S. basileus, описаний у 1999 році. Скитозух мав довжину від 2 до 3 метрів і був відносно міцним. Він відомий частковим черепом, більшою частиною хребта, фрагментом плечової кістки та більшою частиною задньої ноги та стопи. Можливо, це була та сама тварина, що й Tsylmosuchus donensis.